# Mestre de Retascón
El Mestre de Retascón és un artista anònim anomenat així a partir d'un retaule dedicat a la Mare de Déu fet per a l'església de Retascón (Saragossa). Dues taules d'aquest artista es conserven al MNAC, les quals han estat considerades com compartiments d'un antic retaule dedicat a la Mare de Déu, del qual es conserven altres fragments en col·leccions particulars.